# Messier 47
Messier 47 (M47, NGC 2422, NGC 2478) – gromada otwarta w gwiazdozbiorze Rufy. Odkryta przed 1654 przez Hodiernę. 19 lutego 1771 roku niezależnie odkryta i skatalogowana przez Messiera, jednak z powodu błędu w zapisie pozycji gromady do 1959 roku była uważana za „zaginioną”. Kolejnymi niezależnymi odkrywcami tej gromady byli Caroline Herschel (obserwowała gromadę na początku 1783 roku) oraz jej brat William (4 lutego 1785). John Dreyer w swoim New General Catalogue skatalogował błędnie zapisaną obserwację Messiera jako NGC 2478, a obserwację Herschela jako NGC 2422.
M47 znajduje się w odległości około 1,56-1,75 tys. lat świetlnych od Ziemi i oddala się z prędkością 9 km/s. Średnica gromady wynosi około 12 lat świetlnych. Wiek szacuje się na ok. 78 mln lat.
Gromada zawiera ok. 50 gwiazd. Najjaśniejsza z nich ma jasność obserwowaną 5,7m i należy do typu widmowego B2. Zaobserwowano także 2 olbrzymy o jasności ponad 200 Słońc. Gęstość gromady sięga 0,62 gwiazdy na parsek kwadratowy (w centrum – 16 gwiazd na parsek²).